# 江西省議會
江西省議會，是自民國元年（1912年）2月1日由江西諮議局改立為江西臨時議會為始，至民國十三年（1924年）北伐軍進駐江西為終的這段時期中，江西地區的最高的民意機構。

## 時代背景
江西省議會承繼自清末建立的江西省諮議局。清末革命期間，江西諮議局對召集臨時省議會這一工作事項表示出消極的態度。在辛亥革命大定之後，江西學生倡議組織臨時議會，並擬定出選舉簡章。 同時，諮議局副議長葉先圻會同常駐議員，一起呈請時任江西都督的彭程萬，希望其召集全體議員，以集會組織「臨時參議院」作為行政監督，並同時共商改革諸事。此時活躍於江西政壇上的各公團，憑藉自身擁有相當的政治籌碼，並以「革命」即當「革故鼎新」為理由，意圖否認諮議局全部議員的資格。與此同時，江西學界也積極主張成立臨時議會，並對諮議局欲代行臨時議會之職表示反對。以歐陽魁為首的93位江西學子聯名上書江西督府，要求取消諮議局，並擬定臨時議會選舉章程。在此情形下，諮議局諸議員在政治上進行抗拒，召集全體議員的先行條件遂陷入窘境。後諮議局局長葉先圻、陳永懋等人轉而與學界合作。雙方商議過後，學生擬定的選舉章程被採納，但由兩團體聯名通電各屬，召集議員早日開會。此外，葉先圻、歐陽魁還另發佈一文，請求各屬贊成原議，並同時催取各屬旅省人數表冊。
1912年初，在改組原諮議局的基礎上，起政治過渡作用的「江西省臨時議會」隨之成立。1913年初，臨時議會正式更名為「江西省議會」。但因為民國前期，北洋專權、洪憲復辟、軍閥混戰等諸多政治因素導致江西議會缺少良好的政治氣候，在議會的選舉、召開、議事等政治流程中面臨了曲折艱難的局面。因此自1924年後，江西議會實際上便名存實亡了。

## 成立過程
1911年12月，馬毓寶上任江西都督。就任之後，馬毓寶認識到設立臨時議會之重要性，便頒佈召集辦法：江西每縣選舉一人，以品學優良、道德高尚、平日留心時事者為優先，令政治部與各縣辦理。 原諮議局副議長、現任政事部副部長葉先圻在與南昌紳民商量之後，認為召集舊日諮議局議員改組議會的途徑行不通，各縣緊急舉派代表的方法又需時日，因此主張各縣在昌的紳商各就選出三人，先行作為代表，後再由各府用連記投票的方式，每縣選出一人，同與舊有議員合為臨時議會議員。
此選舉規則在呈送都督府之後，前諮議局議員、現任政事部部長賀贊元表示不贊同。賀贊元呈文給督府，申明諮議局不能組織臨時議會的三點理由。 諮議局也向督府去文，說明其組織議會事先征得了前任都督彭程萬的許可，且與現督府顧問吳、高也商議過，因此無侵犯都督大權之可能。 臨時議會隨後還發電南京，向中華民國大總統控訴，認為賀贊元把持政柄、破壞共和。都督馬毓寶因此出面進行調停。
在多方阻力之下，提案被壓延逾月。各屬推出初選人員之後，賀贊元再次進行推託阻撓，初選完後的複選因此被不斷後延。 當時有傳言賀贊元因南潯鐵路公債的問題，與舊諮議局議員發生衝突，因此賀贊元可能不願意承認舊日議員。 此時以在昌的各地學生為主的社會人士，認為賀贊元多獨斷專行，以致延誤政事，因此便同舊議員商議，參照江浙等地的已有辦法，於法定期間由人民自由召集議會。
1912年1月6日，初選出的新舊議員共二百數十人在諮議局內正式舉行複選大會，並選出五人去請求吳護督蒞臨監督。但因為賀贊元的關係，吳護督並未到會。在此情況之下，與會人士為完備政治程式，一方面公推舊議員傅壽康、詹聯芳、羅詮三人為代表，前往軍政府進行報備；另一方面請四十八位舊議員監察投票，後選出新議員八十人，最終江西臨時省議會便是由這新舊議員組成的128人組成。 值得注意的是，此時的江西臨時議會確系由旅昌的各屬紳商相互選出，政治程式上並不完全具有法統，無法代表普遍民意。
臨時議會剛一成立，原諮議局議員旋即提出彈劾賀贊元之議案，隨後獲得通過。賀贊元被迫辭去政事部長職務。由此雙方的恩怨才算結束。

## 臨時議會
1912年2月1日，江西臨時議會正式開幕，會場仍設於舊諮議局之所。新選任的八十名議員佔全議員數的三分之二，「均系遊學外洋及富有知識道德之人」，公眾印象便認為是一批「新士紳」代替了「舊士紳」。 臨時議會正式召開會議之後，劉景烈為選為議長，宋育仁、陳鴻鈞為副議長。臨時議會開幕時，馬毓寶蒞會祝賀。議長劉景烈在答辭中表示「臨時議會，宣揚民意，指導行政，是謂地方監督機關」。
江西臨時議會由籌備到成立，拖延持久，直至1912年2月才正式運作。此前的1月下旬，江西督府參事廳就已制定《江西省臨時約法》，由九江軍政府都督馬毓寶公佈，全約法共七章六十條。 江西臨時議會便是在此約法的框架下運作。
臨時議會至1912年5月1日正式閉會。召開期間，先即議決暫行官制、各級地方自治章程、都督薪俸規定和任官審定資格等政治舉措，一併討論江西新政治組織的各項建制和系列法規，這都表現出當時江西政治上的「省政自決」的傾向。
臨時議會召開期間一共討論過的議案數現已難考，但有兩大案引起廣泛探討：一是反對南京臨時政府以南潯鐵路抵借外債；一是臨時參議院選舉爭議。

## 正式議會

### 第一屆議會
1912年8月10日，江西省議會議員選舉法正式公佈，各地依人口比例每八十萬人選出一人，全贛共得三十五個名額，在中國各省中列於直隸、江蘇、浙江之後，居第四位。 參議員則由議會選舉產生，眾議員及議會議員由相同條件的選民選舉產生。議會議員的名額是眾議員的四倍之多，全贛共得一百四十名。
1912年9月4日，第一屆江西省議會選舉法正式公佈，選舉人資格設定為：年滿二十一歲、居贛滿兩年、學歷有小學以上或同等學歷、財產不動產有五百元者。 這比江西諮議局的選舉資格條件（分別爲二十五歲、十年、中學、五千元）都低了很多。新選舉法中對消極資格、政治參與範圍的設定也都有較大程度的寬鬆，這都表現出共和體制下民權改善的新景象。最後統計得出，全贛選民人數比先前諮議局相比，增加近八十倍，選民數佔全部人口比例由之前的全國第十八名躍升到第五名。
| 機構         | 江西人口  | 選民人數 | 百分比 |
| ------------ | --------- | -------- | ------ |
| 江西省諮議局 | 2398 7317 | 6 2681   | 0.26%  |
| 江西省議會   | 2398 7317 | 497 2692 | 20.73% |

議會選民人數的過度增加存在選民調查工作的不認真等因素。新的選舉方式仍沿襲諮議局的「複選法」，以縣為初選區，合數州縣為複選區，全贛的八十一縣共分為六個複選區。1912年12月初開始初選，一個月之後進行複選。由於選民激增，選舉過程十分激烈，黨派之間的互相競爭也導致了不少糾紛。早在籌辦選務之初，就有對選民人數查報的質疑。共和黨就舉報江西選民冊「多者報二十余萬，少僅千餘，均不符人口實數」。 如永豐縣的選民總數前後共更改三次，相差15000人，縣知事最後被予以記過處分。 因此，時任選舉總監的李烈鈞電飭各選區當確實選民數。玉山縣知縣還主張籌辦處派專員親赴各屬調查，依選舉名冊，一人納捐一元作為「享選權」的代價，從而防止選舉人數的浮報漏報。 共和黨黨員張益芳在認為德化選區鄉董張敦綿有賄選之嫌後，率眾強力阻留票匭，這都引起江西交通部的不滿。 隨後，張益芳還控告選舉人張于潯年齡不實，經籌備國會事務局的裁定表示不確。 3月舉行的參議員選舉，因與另一候選人同票，張益芳繼而控訴辦理選務當局辦事拖延。 選舉期間甚至有暴力事件的產生，如萬載知縣蔡安邦被共和黨揭發選舉舞弊，蔡安邦竟派兵持械搗亂共和黨黨部。 綜而觀之，1913年的議會選舉顯示出江西內部黨派之間白熱化的政治競爭。在國民黨佔據政治優勢的情況下，共和黨不斷揭發國民黨控制選務的醜聞，從而起著有效的政治監督作用。比如1912年10月，在選舉籌備之初，共和黨即表示對國民黨選務工作的不滿：
現在無省無黨，無黨不爭，若令一黨獨操選政之權，則通同舞弊，勢所難免。今江西六區複選監督皆國民黨員，臨江饒撫三區知事，本皆國民黨員，遂皆委充監督。贛州、南昌二區則以司法次長徐元詰充之；吉安一區論地理上之便利，當以廬陵為宜，而委國民党之吉水知事劉存一，即以吉安為複選區，劉存一調任廬陵，便改廬陵為複選區，輾轉遷就，總不越國民黨之勢力範圍，循是而論，非國民黨不得為監督，即非國民黨不得選出議員。
在不斷受到共和黨的批評之下，國民黨在選舉結果公佈之後仍取得大勝。江西眾議員共三十五人，國民黨佔二十七名，即77%。 國民黨另有十名參議員，算下來江西國會議員的全部名額當中，國名黨籍議員佔82%。江西議會議員140人當中，國民黨也贏得104席，佔74%。
議會140名議員的背景資料殘缺，但以江西參、眾兩院的議員資料來看，可作出以下統計：

與議會議員同時間選出的眾議員三十五名，加上議會推舉的十位參議員，共得四十五人。在這四十五人當中，12人具有科舉功名，佔26.7%；17人為留日出身，佔37.8%，若加上國內新式學堂出身的五人，有文化背景的議員佔有48.9%。從年齡上看，四十五名參、眾議員平均33.42歲，當時中國各省同比率為36.5歲，之前江西諮議局的資政院議員平均年齡更為44.17歲。新選議員只有五人為前諮議局議員。由此可見，青年才俊是江西第一屆省議會的重要特色。
| 江西第一屆眾議院議員名單（按姓氏筆劃排列） | 江西第一屆眾議院議員名單（按姓氏筆劃排列） | 江西第一屆眾議院議員名單（按姓氏筆劃排列） | 江西第一屆眾議院議員名單（按姓氏筆劃排列） | 江西第一屆眾議院議員名單（按姓氏筆劃排列）               | 江西第一屆眾議院議員名單（按姓氏筆劃排列） | 江西第一屆眾議院議員名單（按姓氏筆劃排列） |
| 姓名                                       | 籍貫                                       | 黨籍                                       | 學歷                                       | 經歷                                                     | 年齡                                       | 區屬                                       |
| ------------------------------------------ | ------------------------------------------ | ------------------------------------------ | ------------------------------------------ | -------------------------------------------------------- | ------------------------------------------ | ------------------------------------------ |
| 王恒                                       | 瑞昌                                       | 國                                         |                                            |                                                          | 35                                         | 一                                         |
| 王有蘭                                     | 興國                                       | 國                                         | 日本中央大學                               | 秀才，同盟會成員，參議會江西代表，江西內務司長           | 27                                         | 二                                         |
| 王侃                                       | 東鄉                                       | 國                                         | 日本帝國大學法科                           | 江西司法司司長                                           | 30                                         | 五                                         |
| 文羣                                       | 萍鄉                                       | 國                                         | 早稻田大學政經科                           | 同盟會員，1912年臨時參議員                               | 32                                         | 三                                         |
| 李國珍                                     | 武寧                                       | 和                                         | 早稻田大學政經科                           | 參議員                                                   | 31                                         | 一                                         |
| 辛際唐                                     | 萬載                                       | 國                                         |                                            |                                                          | 39                                         | 四                                         |
| 邱冠棻                                     | 廬陵                                       | 國                                         | 早稻田大學政經科                           | 陝西知縣，江西理財局長，財政司主計科長                   | 28                                         | 六                                         |
| 吳宗慈                                     | 南豐                                       |                                            | 優貢生                                     | 內閣記名道尹，江西民報主任                               | 35                                         | 五                                         |
| 徐秀鈞                                     | 德化                                       | 國                                         | 早稻田大學政經科                           | 江西教育會組辦者，曾入幕徐世昌。參與石家莊之變           | 34                                         | 一                                         |
| 陳子斌                                     | 石城                                       | 國                                         | 北京法律學堂                               | 大理院法官                                               | 28                                         | 二                                         |
| 陳鴻鈞                                     | 上猶                                       | 國                                         | 日本中央大學法律科                         | 臨時議會副會長，參議員                                   | 34                                         | 二                                         |
| 梅光遠                                     | 南昌                                       | 民                                         | 舉人                                       | 內閣中書，財政部清理官產處處長                           | 33                                         | 一                                         |
| 郭同                                       | 上饒                                       | 和                                         |                                            | 參議員                                                   | 34                                         | 三                                         |
| 張潯                                       | 南昌                                       | 國                                         | 陸軍中學，日本振武學校，巴黎法科大學       | 受李烈鈞委派興修水利                                     | 26                                         | 一                                         |
| 黃懋鑫                                     | 武寧                                       | 國                                         | 優貢生，江西初級師範學校，法政學校         | 江西速記學校教務長                                       | 27                                         | 一                                         |
| 黃攻素                                     | 玉山                                       | 國                                         |                                            |                                                          | 29                                         | 三                                         |
| 黃裳吉                                     | 鄱陽                                       | 和                                         |                                            |                                                          | 36                                         | 三                                         |
| 黃格鷗                                     | 清江                                       | 國                                         |                                            |                                                          | 29                                         | 四                                         |
| 黃象熙                                     | 臨川                                       |                                            | 孝廉                                       | 諮議局議員，資政院議員                                   | 37                                         | 五                                         |
| 曾幹楨                                     | 會昌                                       | 國                                         | 日本中央大學法科，明治大學商科             | 江西法制專校校長                                         | 36                                         | 二                                         |
| 曾有瀾                                     | 長寧                                       | 和                                         |                                            | 參議員                                                   | 39                                         | 二                                         |
| 程鐸                                       | 鄱陽                                       | 國                                         | 早稻田大學政經科                           | 江西法政專校教員，臨時議會議員                           | 27                                         | 三                                         |
| 彭學浚                                     | 安福                                       | 國                                         |                                            |                                                          | 32                                         | 六                                         |
| 賀贊元                                     | 永新                                       | 國                                         | 舉人                                       | 郵傳部主事，江西教育會會長，諮議局議員，江西督府政事部長 | 36                                         | 六                                         |
| 葛莊                                       | 雩都                                       | 國                                         |                                            |                                                          | 41                                         | 二                                         |
| 鄒繼龍                                     | 新淦                                       | 國                                         |                                            |                                                          | 31                                         | 四                                         |
| 劉景烈                                     | 贛縣                                       | 和                                         | 日本士官學校                               | 臨時議會議長                                             | 34                                         | 二                                         |
| 歐陽沂                                     | 宜黃                                       | 國                                         |                                            |                                                          | 34                                         | 五                                         |
| 歐陽成                                     | 吉水                                       | 國                                         | 日本中央大學政法本科                       |                                                          | 34                                         | 六                                         |
| 潘學海                                     | 上高                                       | 國                                         | 早稻田大學政經科，中央大學研究科           | 臨時議會議員                                             | 37                                         | 四                                         |
| 鄭元                                       | 南城                                       | 國                                         |                                            |                                                          | 36                                         | 五                                         |
| 盧元弼                                     | 宜春                                       | 國                                         | 輔博士弟子，優貢生                         | 同盟會宜春分部部長，勸學所所長                           | 38                                         | 四                                         |
| 賴慶暉                                     | 龍南                                       | 國                                         | 日本法政大學專門部法律科                   | 江西監察廳廳長，審判庭庭長，內務司科長                   | 31                                         | 二                                         |
| 戴書雲                                     | 餘                                         | 國                                         | 副榜                                       | 諮議局議員                                               | 41                                         | 三                                         |
| 羅家衡                                     | 廬陵                                       | 國                                         |                                            | 慶友會江西負責人，江西法政專校校長，內務司司長           | 29                                         | 六                                         |

備注：
- 黨籍：「國」即國民黨；「和」即共和黨；「民」即民主黨；
- 區屬：一、二、三、四、五、六區分別爲南昌選區、贛州選區、饒州選區、臨江選區、撫州選區、吉安選區。

江西議會議員的任期為三年制。1913年2月成立的第一屆江西議會規定每年舉行一次常會，第一次常會便於該年2月24日至5月24日舉行。2月24日江西議會開幕後，任壽祺被選為議長，顏丙臨、歐陽莘為副議長，此三位均為國民黨籍。開幕式中李烈鈞發表祝詞，希望江西議會「對於政府則監督之，對於立法則持重之」，同時還提出江西政治五大重點議題，擢請議會研究討論。
1913年7月，二次革命爆發，江西議會遭到解散。洪憲帝制完結之後，1916年10月1日江西議會復會，同期舉行第二次常會，至12月20日閉幕，為期八十日。
1917年至1918年4月期間，因民政長戚揚的強力阻撓，江西議會只得召開兩次臨時會議，第一屆議會便隨之結束。

#### 二次革命之前
第一屆江西議會第一次常年會於1913年2月24日召開，5月24日閉幕，會議期間一共處理160件議案（144件議決、16件待議），重要的預算案則交付審查。常年會處理第一件要案是參議員的選舉。2月26日至3月1日，共選出十人，皆國民黨籍。
時年，京滬等地有傳聞說江西以鐵路煤礦向日本正金銀行押款三千萬。議員因此在會上提出諮詢，嚴明不經議會通過的借款均不合法，議會不予承認。「議會對於生利一途，均持積極主義，切實進行」，其間議會都熱烈討論了整頓餘煤礦、收回萍鄉煤礦自行辦理等議案。 議會還施行「減政」政策以為節流，如裁倂督府交涉司、取消南萍鐵路籌備處等，都督李烈鈞也只得表示支持。
江西議會開會之前，因省制未定，議會法也就無從頒訂。1913年2月1日，北京表示各省議會在暫行條例為公佈施行之前，前清諮議局章程中除與國體及新頒法令抵觸者之外，全可適用。 對此，江西議會在首次議事會中即予否決，同時自行訂立《江西省議會暫行章程》以處理江西政事。 此番舉措都強烈出現出辛亥革命後，江西「省自為政」的政治傾向，而這與北京中央集權的政治制度截然相反。 此時南方獨立各省幾乎都有此趨勢，地方主義的盛行也揭開了後來的「聯省自治」運動的序幕。
江西督府與北京之間的隔閡本已尤深，江西議會的加入使得贛、京之間政治不和陡增。江西都督李烈鈞是堅定主張地方分權的有力人物，他所宣導的「擴張民權」論及省長民選等觀念都與北京政府的政策向左。 在江西議會成立之初，李烈鈞即以其政見提至議會，獲得議會的多數會員的支持。此後，江西議會還多次否決北京政府發出的政令，如反對汪瑞闓、趙從蕃出任江西民政長案、取消九江鎮守使案等。

#### 二次革命之後
洪憲稱帝失敗後，李純出任江西督軍，戚揚為民政長。1916年10月至1918年3月間，復會後的江西議會一共召開了一次常年會以及兩次臨事會。
1916年10月1日，江西議會正式復會，110名議員出席會議，議員組成四股進行議案審查：財政股（三十九人）、請願股（二十九人）、懲罰股（九人）、資格股（九人）。會議一共召開八十日，議決134項案件：省長咨交案24項、議員提議案57項，未議決3項，審查中6項；人民請願案53項，未議決10項，審查中9項。預算案由預算審查長歐陽莘報告後獲得議會通過。
此其議會所討論過的議案可以分為下面五類：
- 關於議會
  - 江西省議會議事細則（九章一二二條）
- 涉及國家事務
  - 有關天津老西開對法嚴重交涉案
  - 鄭家屯海光寺窪對日法交涉不失主權案
  - 請願參、眾院取消國務會議議決各省單行條例，毋庸再交議會追究案
- 有關行政吏治問題
  - 省制列入憲法案
  - 建議省長民選案
  - 查辦宜春縣知事貪縱虐民、違法溺職案
  - 查辦會昌縣知事溺職縱督殃民案
  - 查辦星子縣知事貪贓枉法、蠹國殃民案
  - 恢復法庭案
  - 地方自治嚴禁花會煙賭案
  - 裁軍營盤查所，並恢復民國二年城門啟閉時間案
- 有關財經、實業、交通者
  - 民國五年預算案
  - 南潯路續借外債二百萬元案
  - 南潯路保息附稅及勒征路股案
  - 常玉鐵路興築案
  - 廬山森林案
  - 規復本省丁漕舊章案
  - 取消地糧加閏案
  - 免除米榖出口雜捐案
  - 查勘萍鄉煤礦以保民業案
  - 對民國銀行質問案
  - 正輔各幣改用國幣本位，並禁戮捐銀元案
- 關於教育者
  - 恢復單級模範小學案
  - 私塾改良會請撥經費案
  - 各縣署設立辦理各學務實業專員案
  - 開辦醫學專校附設醫院案
  - 省一中請撥經費推廣教育案

以上系列議案可以發現，新成立的江西議會把更多的注意力放於財經、實業、教育上。所有的議案也缺乏爭論性的議題，因此比之二次革命前的政治氣象，此階段的江西議會顯得略為平淡無色。議會議員之間也奉行「不党主義」，素來在議會設有國民、進步兩黨的俱樂部也宣佈取消。 這些現象都反映了二次革命之後，江西內部的政黨政治、議會政治有了較大退步。
1917年4月11日，復會後的江西議會召開第二次常年會的第一次臨時會，會期三十日，於5月10日閉會。會議期間處理過的議案有：省長咨交案議決5件（內第二期常會2件），否決及無結果各一件，未決3件；議員提議案議決8件（內第二期常會2件），否決3件，未決4件；公民請願案議決28件（內第二期常會11件），否決5件，未決9件。總計議決案有41件，否決案9件，未決案16件。
二次革命後的江西政壇遍佈北洋勢力，從督軍至民政長，乃至而後的省長，多有北洋背景。在軍民分治的政治體制下，掌理民政事務的省長負責與議會協調。二次革命之前有很大自主性的江西議會已經數度與省長發生矛盾。如早在1916年，江西議會復會之時，就有南昌人李宏度向議會致函，表示省長戚揚劣跡甚多。 眾議院有議員提出查辦案，江西議會則未受糾彈。1917年5月5日，議員楊賡笙於議會臨時會上正式提出彈劾案，列出戚揚七項罪狀：「敗壞吏治、紊亂財政、濫用私人、蹂躪司法、草菅人命、吞沒公款、蔑視議會」。待議案全部公佈後，全體議會進行投票表決，其間86名議員出席，議案以82張贊成票通過。 此時議會中親戚楊的「讜言社」和贛籍督軍張勳都出面阻勸，但議案已議決，再無更改。
1917年，江西議會應依例召開常年會，計畫定於同年8月開幕。但省長戚揚認為第一次臨時會已屬常年會，故無需再開常會，這便於議會之間產生會期名義之爭。 而此時的江西議會停會已久，民國二、三、四年的決算和民國六年的預算都需依法審議。然而一方面議會不斷催促召開會議，一方面省長戚揚藉故託辭需要等待內務部的解釋。是年年底，內務部發電做出解釋，表示召集省會屬省長許可權，召集與否或召集方式皆由省長裁定。因此戚揚與議會之間矛盾漸生。 及1918年3月，戚揚已無理由繼續拖延，議會才重新開會。
江西第一屆議會第二次常年會的最後一次會議——第二次臨時會於1918年3月28日開幕，至4月26日閉會。會議期間預算案成為重點議案，全部處理的議案有：省長咨交案，議決12件，未決2件，否決1件；議員提議案，議決4件，未決26件；人民請願案26件，均未決。 總共的71件議案中只討論完成17件，另有54件未能議決。討論到的重要議案如下：
- 屬於議會事務者
  - 議決民國五、六年議會本身之預算案
  - 是否參加省議會聯合會案
  - 取消議長任壽祺資格案
  - 取消副議長顏丙臨、歐陽莘資格案
- 屬於行政事務者：
  - 籌辦南昌市政廳案
  - 查辦崇義知事、警佐案
- 屬於財經實業者：
  - 三年度決算案
  - 四年度決算案
  - 六年度預算案
  - 七年度預算案
  - 發行金庫證券案
  - 餘煤礦收歸商辦案
  - 各地員警不得動用附稅案
  - 追繳民國銀行公款案
  - 劃分省稅田賦案
  - 預防江西銀行流弊案
  - 廬山森林局取消公司債償還股款預算案
  - 恢復施醫院經費案
- 關於司法事務者：
  - 請高等法院公佈訴訟費用案
  - 承審員不得在附加稅內開支案
- 關於教育者：
  - 第六、七師範開辦案
  - 添設府屬中學案
  - 鵝湖書院經費案
  - 補列師範舍監案

此期會議的重點主要放在財經方面的議案上，對行政事務的著重不強，這可能是因為北洋勢力下的江西政壇，議員都有意避忌贛、京之間更多的衝突。此外，開會尚未足月的此次臨時會一就通過了兩個年度的決算案、兩個年度的預算案，也都是因為當時的政治環境使然。全部的會議流程當中，還有一個非常重要的議題就是，江西議會一改過去與北京抗制的作法，焦點爭議轉而對內，在會上就提出了取消議長和副議長的資格案。
1918年4月15日，議員劉子貞、賴行恕、賴天球在會上提案。魏調元等六十九名議員連署的關於取消任壽祺議會議長之資格案。任壽祺被指控在自1913年被選任議長以來的時期內舞弊違法，如1913年私薦教育司長案、1913年湖口舉義後私吞議會空款三萬餘元案、擅行補給辦事員月薪及用速記違背議會決議等行徑。議案提議取消任壽祺議會議長之職，並限令追繳所貪空款。 提案提出後引起廣泛爭論。反對者認為任壽祺只剩三個月的任期，故無立時取消其資格的必要，且提案自身的合法性也受質疑。同月17日，親任壽祺派的議員林中桂甚至提案，要求取消顏丙臨、歐陽莘副議長之資格案，理由是議長犯錯，副議長也有連帶責任。林中桂的提案被認為是任壽祺運作的結果，以求拖延時日。 兩案的一併提出，使得關係人均得回避議案討論，因此整個討論過程中都無議長、副議長的參與。18日，議員陳衎祖提出調和辦法。次日，審議會正式提出調和辦法：重新組織「特別懲戒委員會」，以劉子貞、林中桂所提取消正副議長資格兩案同付審查，25名議員被推舉為懲戒委員會委員。
復會後的江西議會起初奉行「不黨主義」，但在現實的環境下，兩大政治派系不久便形成，一是屬於進步黨的「讜言社」，隸屬北京憲法研究會；一是多由舊國民党成員組成的「合羣社」。雙方在諸多議案上相互對立政治，是江西議會「兩黨制」的保障力量。但在取消議長、副議長的資格案這個議題上，議會之間卻不再局限於黨派意識，這也導致了合羣社的一次政治危機，屬合羣社的議長任壽祺並不得眾望，此外江西議會內部互相彈劾的行為也表明了軍閥統治下的江西，議會政治職能不斷萎縮，自能在「內部清洗」上大做題目了。
江西第一屆省議會因洪憲稱帝而中途停會，直到1916年袁世凱死後才重新復會，1918年及1921年兩度改選，即第二、三屆省議會。此階段的江西政治已經由北洋勢力掌控，議會職權已無法有大的作為。甚至被認為此時期的江西議會議員，大多以攘奪一己利權，唯利是圖之輩為夥，對國事民事多不甚注意，議會凡善可陳。

### 第二屆議會
依照選舉法的規定，第二屆省議會的選舉方式仍採用複選法。1918年7月8日，初選正式開始，8月1日舉行複選。複選區域依清朝府治機構分為十四區，選舉人數則以第一屆省議會選舉的數目為准目，最後選出議員140人。 同時舉行的國會議員改選，以豫章、潯陽、廬陵、贛南四道為複選區。但選舉期間因安福系勢力的介入，選風有所敗壞。 如省議員的選舉時就有人公開買票，南昌320元一票，新建300元一票；一些地方的參院選舉時，甚至有人成立「五人合資公司」、「六人合資公司」，專門收買選票，供候選人訂購；九江初選中吳又藩、黃自芳、張大縉三當選人，竟無選民投其票，在候補當選人控訴之後，才由候補人改補。
1914年至1916年期間，江西的政黨活動陷於停滯狀態。1917年之後，隨著省議會的復會，黨社活動也同時復蘇。到1918年，隨著第二屆議會選舉競爭的刺激，各黨社的政治活動大範圍的開展開來。有效的財力支持成為選舉成敗的重要因素，當時報紙就報導說當選議員多為商賈殷實子弟。 安福俱樂部因為有北京的資金援助，表現最為活躍，其他較有作為的黨社如下：
| 名稱       | 主要成員                                 | 政治背景                                                               |
| ---------- | ---------------------------------------- | ---------------------------------------------------------------------- |
| 合羣社     | 文羣、龍欽海、歐陽莘、魏調元、顏丙臨     | 原國民党成員，被視為「民派」。                                         |
| 讜言社     | 黃大薰、吳鈁、饒正音、胡廷校             | 原進步党成員，接近安福系，被視為「官派」                               |
| 羣治社     | 任壽祺、林中桂、黃頃波、邱漢宗           | 倂入合羣社，後來又析出，議長風波後加入讜言社。經費缺乏資源，立場不定   |
| 自治促進會 | 文酥、高巨瑗及各縣自治會人員             | 成員多為各縣自治研究所畢業生，主持者離贛後政治勢力漸退                 |
| 安福俱樂部 | 熊正琦、蔡國器、葉先圻                   | 新近成立，兼倂讜言社的計畫失敗。有北京鉅款支持，重心在於國會議員的選舉 |
| 憲政討論會 | 袁、臨、撫、建屬人士                     | 主要由民党成員構成                                                     |
| 求是社     | 楊振鐸、劉壽朋、蔡訴、蔡章、魏廷元、周俊 | 主要由九江人士構成                                                     |

當選的140位議員中，有64人為讜言社籍，四分之一為合羣社，四分之一為超然派。 後來合羣社吸收大量超然派，於是讜言社和合羣社在政治上又再次形成勢均力敵的「兩黨制」局面。然而此時政黨之間的競爭常處於私人派系的利益爭奪，故缺乏正面的現代政治意義。

#### 議長選舉
江西第二屆省議會於1918年9月開始召集，次年2月底才正式召開第一次常年會。1918年9月21日進行的議員談話會決定於同月23日先選出議長，再行開會式。
各黨社因此開展了競選議長的爭奪戰。合羣社推舉龍欽海為議長，曹俊、顏丙臨為副議長。期間顏丙臨屆滿而退，龍、曹則就推舉為副議長，胡廷鑾為議長；讜言社推舉饒正音為議長，胡廷校為副議長，後補推溫肇祥為副議長。選舉前，兩黨均以八百至一千元一票的價格拉人入社或賄買。
9月23日，選舉按期舉行投票，競選之戰竟演變為用口水塗抹選票、搗亂投票會場乃至焚燒選票等一系列嚴重違法行徑，選舉被迫中斷。 26日談話會決定次日再行投票，此時議員之間又為臨時主席的人選發生爭執，主張投票選舉、舉手公推、掣籤決定的提議皆有之，如此耗時一天都未選出臨時主席，會議宣告流會。 夜裏，合、讜兩黨社議員分別集會，意在爭取更多數的支持。而白天，儘管有前議長任壽祺在場主持局面，談話會因查點人數、主席推選等問題上相互爭執，會場最終轉為全武行，會議不歡而散。10月12日，長達二十多天的政治紛爭最終選出結果。該日有138名議員出席，一票被判作廢，合羣社的龍欽海以七十票贊成獲選為議長。 對於此次議長選舉的鬧劇，當時有報紙報導：「此次選舉議長因合羣、讜言兩系競爭議長，各不相下，以致堂堂議會變為兩系賽武之地，而議長無由產出。日復一日，愈鬧愈糟。現聞兩系穩健派議員以此回自田間來，所費已屬不資。若徒以一部分之意見，致議會不能開會，甚至因而解散，則損失更大。於是均主張雙方討論一折衷辦法，以資救濟。」
這樣的鬧劇也表明當時江西政治在「兩黨制」的局面下，政黨之間因勢均力敵而缺少制度法規約束，且議員素質良莠不齊。同樣的情形也發生在江蘇、浙江的議長選舉期間。

#### 副議長選舉
在議長選出之後，會議擬定於1918年10月14日選定副議長之職，但該次選舉直到次年1月9日才得出結果，其間也不斷發生鬧劇。1918年10月14日，會議因出席人數不足法定人數而流會。17日，113名議員出席會議，合羣社因內部協調不合，曹俊和胡廷鑾竟相互爭搶副議長一席。廣信府議員發出抵制，合羣社成員便採用拖延戰術，至次日搗亂選舉會使得會議又以散場告終。 此時間，合羣社與羣治社、自治研究會合倂，總人數佔議員總數的近半。讜言社共有67人，稍居劣勢。合羣社有意拿取議長、副議長三個席位。讜言社為表示抵制，於1918年10月19日，在議會集會，使用搗亂清點人數和列席不簽到的手法，「分班亂佔座次，出入飄忽，行蹤莫定，使主席終不能知出席員額確數」。一些議員更「時而在東，時而在西，瞻之在前，忽焉在後」，一旦拖至散會，則「沿途高唱凱旋歌」。10月22日，再次集會，有議員提議議員佩戴徽章，但談話會仍無果。25日，合、讜二社終於大開拳腳，讜言社的郭衛城、夏廻藩、鄭與權受輕傷；合羣社的王鎮寰、劉子貞、趙可亦受微傷。之後諸議員還分別向監察廳報案。 多番會議無法開成，兩黨社便開始使用「捉蝙蝠」的怪劇，相互揭發彼此中收錢變節的議員。
12月，合羣社召集75人致函要求議長先開幕會議，再舉行選舉。讜言社表示不同意。議長從中調和七次，疏通八天，無果而終。在合羣社的催促下，12月7日會議重新開幕，但讜言社於該日雇傭樂平電染廠工人六七十名臨會滋事。省署政務廳長在事前阻勸失敗，議員之間再次開打。在巡警的堅守下，工人部隊未能加入議員爭鬥。武力過後雙方再次向法院提出告訴。 政治上的暴力頻頻引起公眾輿論的強烈斥責。當時即有社會人士主張召集公民會以解決政黨鬥爭，甚至還有人主張予以解散，種種政治亂象使得有人發出「江西尚有人乎！」的質問。1919年1月初，迫於輿論壓力，會議自身又難以得出結果，因此有調和辦法提議副議長由合、讜二社各得一席。1月9日舉行投票，讜言社饒正音獲74票，合羣社胡廷鑾獲79票，雙雙當選為副議長。
1月10日，議會正式開幕，開會祝詞為：
開幕後，江西第二屆省議會於1919年2月25日開始常年會。依照調和辦法，合、讜兩社分任審議長及各股股長。 從1919年至1921年第二屆議會改選之前，議會有四大主要議案引起廣泛關注：九江城門山鐵礦案、議會加薪案、豫源自來水公司外債案、彈劾省長戚揚案。

### 第三屆議會
江西第三屆議會選舉於1921年7月開始初選，8月舉行複選。選舉過程弊端流生，有如南昌、新建等處。南昌於7月1日初選投票，然寫票過程竟不遵循投票規則，或一人領百千票，或一人寫百千票，或一人投百千票，「監督不督，監察不察，管理不理」，投票者「時而化裝異服，時而戴草帽架眼鏡」，還有人「東廊出西廊又進，週而復始，輾轉投匭」；新建雖有軍警維持，但對於投票者往返投票亦不加干涉。 因此社會上有「官廳代組議員」的說法。之後的複選也流於形式。
初選結果發表後，省長楊慶鋆派親信監督選舉，戴秉清、潘毓桂組成「總稽核處」，秘定當選資格標準：一、非民黨人；二、平日不好發議論者；三、上屆議會內從未提出彈劾案及質問者；四、有特別關係須連絡者；五、能具切結，當選後無論何事須遵軍民兩長指揮者。「總稽核處」以此標準過濾初選結果名單，再派人趕赴各區佈置一切。複選時，還在關鍵地區佈置軍隊，變易票匭。非經核可者，無論何人，票再多也無法入彀；有特別關係者，無一票也會登榜記名。比如張勳之弟張嘉猷，識字無多，亦無競選之念，竟以十七票當選。臨川縣知事陳光迪，系陳光遠之胞弟，初、複選中收受「好處」而操作選舉，事後更無賴顏的說「王牌不過得幾個錢，卻為地方省幾多事。」 其他人物有如熊言鍠，建昌區的包應昌、傅紹庭，嚴啟仁、何昌榮登都在選舉中易票舞弊。袁州區、贛州區則在投票時有軍警駐守，開票後非指定人選，得票再多也無能獲選。各地的競選黑幕便如此層出不窮。 因此，此次江西議會的獲選議員為人所輕，被指為「陳揚之私生子」，「直隸式附屬官廳之議會」。 部分第二屆議會議員也認為選舉不公，宣佈不承認第三屆議會，立誓與陳光遠抗爭到底。
由於第三屆議會選舉全程由人為操縱，往屆議會中的黨設組織關係幾乎殆盡。新近有「平社」、「正誼社」、「非正誼社」等團體的出現，但都無大影響。而有地方主義色彩的俱樂部表現卻甚為或卻，如吉安十屬的「贛園俱樂部」、「建昌幫」、「南幫」等等。此類地域性俱樂部不注重異己政見，而看重私人利益。如選舉正副議長時，贛園俱樂部推舉戴秉清，其他地區的俱樂部則表示反對，「眾意藉此題目，多得幾個錢」。 如此常因錢談不攏，會議陷入僵局。於是有人提議使用抽籤法，有人主張擇老任之。但依靠命運的抽籤竟獲得通過。1921年10月29日，議長的選舉甚至採用公開議價的方式，一票要價三百元，戴秉清以109票當選議長。10月31日，歐陽莘、李凝以一票一百五十元的價格當選副議長。
江西第三屆省議會於1921年11月19日舉行第一次常年會，及1923年5月1日舉行第二次常年會。第一次常年會重要的議案有：
- 屬於財政部門
  - 十年度預算案
  - 教育經費獨立案
  - 咨請撤銷徵募債以卹民艱案
  - 蠲免田賦並救濟災民案
  - 豁免積欠丁漕案
  - 緩辦金融善後借款案
  - 財政公開，組織財政委員會，劃清國家地方稅案
- 屬於省治問題
  - 組織江西省憲法會議案
  - 江西暫行縣市鄉自治條例案

第二次常年會（1923年5月-11月）重要的議案有：
- 屬於財政部門
  - 支配附稅案
  - 捲煙稅撥充教育經費案
  - 江西銀行請願修改章程案
  - 十二年度預算案
- 屬於行政或其他
  - 對省長公署公文，以機關不用兼省長名義案
  - 懲戒副議長歐陽莘案
  - 恢復縣議會案

兩次常年會主要將注意力放在了財政賦稅和省憲自治的問題上。1921年前後，江西財政開支浩繁，軍警公職欠薪達四五個月，省立學校因無撥款而停辦。然後歷年以來，鹽斤加價、丁漕加征、金庫證券、軍用鈔票、知事證金、統稅投標、長短期公債，多項措施都已付諸實施以求取資結盈。贛地人民都不斷為此買單。
1921年11月19日，第三屆議會首次會議，議員李薰提議撤銷官府徵募各債，以解民困。之前，官廳未經議會同意，施行借徵、加價、募債等措施已達三月。12月6日。議員趙惟仁於議會之上，勸諸議員本良心作為人民代表，而非官廳代表，該案隨後通過。12月23日，議會還通過了議員楊耀祖提議的豁免積欠丁漕案。
民國建立以來，江西戰禍頻頻，客軍壓境。1919年以後，贛人要求自治的呼聲益發高漲。1920年，「贛人治贛」的呼聲響徹全贛。
1920年年底，江西第二屆議會一舉通過實行地方自治及省長民選案。1921年6月，浙江盧永祥發電主張制訂省憲，通過自治組建省自治政府。 江西政壇和駐京滬的江西公團隨之回應。6月下旬，江西議會議員邱玉麟於第二屆臨時會上提出從速制定省憲法會議組織法。 而1921年11月的第三屆議會首次常年會上，議員王名德正式提出《組織江西省憲法議會案》，擬具省憲會議組織法十三條，主張迎合自治潮流，集合江西議會、教育會、農會、商聯會、工會代表共同組織省憲會議，制定省憲。1922年3月，議員盧建侯提出《江西暫行縣市鄉自治條例案》，該條案一并附有《江西暫行縣自治條例》九十二條。
1922年6月，北伐軍進入江西，陳光遠兵敗辭職。北京接而任命贛人謝遠涵長贛，江西實現自治的可能增大。7月，江西議會發表一篇宣言書，告全體江西人民：
| ……爰本民族自決之義，起而為自衛之謀，略舉要旨，明告國人：一、應由贛人整編贛軍，以維目前之現狀。……本會准諸輿情，羣以李公為護法中堅，聲望素著，應將其所部贛軍，妥為編制，以資鎮撫。……此外無論何方軍隊，速行限期撤回，蓋深受客軍痛苦，塞禍源，抒民困，舍此固末由也。……二、制定省憲，實行自治，以謀永久之福利。蓋省憲為國憲之造瑞，聯省自治為統一之始祖，民意一致，莫之敢遏。本會順應潮流，屢經提議，中更事變，阻礙進行。今督軍裁廢，民政待理，起視吾省狀況，吏治如此其腐敗，財政如此其紊亂，教育實業，如此其窳頹，平民生計，如此其凋蔽。若猶賴官治，必至萬刼不回。……夫集權分權之利害，時賢論之綦詳。我國頻年內訌，釀成分崩，實由誤解集權，階之為厲。救時方針，莫如各省自定省憲，促進自治，由聯省自治而謀統一，省與省無侵略之野心，省與國無許可權之爭執，輕重相等，內外相維，則民治日漸發展，國基日形鞏固。……吾贛今日為南北競爭之焦點，亦即南北統一之樞紐，求徹底解決之法，厥惟贛人自治，而先決問題，則在撤退雙方客軍，庶幾自治有保障，停戰非空言，而統一乃得實現。 |

然而時局變化多端，北軍入贛。11月6日，陳（光遠）去蔡（成勳）來。蔡成勳政治手腕強過陳光遠，上任後立即派兵卒巡邏號舍，監視議員行為。如此，江西議會不但常年會召開不成，連談話會都被停止。若議會逆蔡成勳之意，財政廳立即扣罰公費。同月，蔡成勳還拒絕謝遠涵長贛，年底自命省長，把持軍民兩政，既無視北京，又藐視議會。 甚至有江西人跑去京滬，另組流亡政府（如贛民自治促進會等），高喊「光復已亡之江西」。 在北伐軍到來之前，無軍隊支持的江西議會也只有發電報等有限作為了。
1924年8月，第三屆省議會議會的法定任期屆滿，隨之依法應舉行改選。由於北京還未公佈新省會選舉法，議會議員遂自行集會通過自動延長任期案。但第三屆議會議員選立之初已備受爭議，此番自動延長任期的行為便引起輿論的巨大爭議。
1924年9月，孫中山設大本營於韶關，誓師北伐，將集結於廣東的豫軍、桂軍、贛軍、湘軍、滇軍等部4.5萬餘人，編為三路進攻江西，以南昌、九江為會師目的地。9月25日，以樊鐘秀部組成的先遣軍入贛作戰， 11月9日佔領贛南重鎮贛州，11月21日北伐軍攻佔吉安。同年年底，江西督府易人，蔡（成勳）去方（本仁）來，北伐帶來的頻頻戰火加上內部政治的不穩定，江西議會的召集工作便再難完成。

## 腳注
1. ↑  《江西臨時議會選擇簡章》，《江西民報》，1911年12月18日
2. ↑  《本省臨時會選舉簡章》，《申報》，1911年12月31日
3. ↑  《臨時會議辦法的確定》，《江西民報》，1911年12月26日
4. ↑  《江西新猷種種》，《申報》，1911年10月12日、11月14日
5. ↑  《諮議員與賀部長》，《江西民報》，1912年1月4日
6. ↑  《贛議會電控民政長》，《江西民報》，1911年11月26日
7. ↑  《江西新事務紀》，《申報》，1911年11月16日
8. ↑  《贛議會電控民政長》，《申報》，1911年11月26日
9. ↑  《贛省政要彙聞》，《申報》，1911年11月29日
10. ↑  《贛省最近大事紀》，《申報》，1911年11月25日、26日
11. ↑  《江西臨時省議會公電》，《民立報》，1912年1月13日
12. ↑  《調和議會》，《申報》，1912年1月23日
13. ↑  《贛省近事片片》，《申報》，1912年2月9日
14. ↑  《贛省臨時議會開幕》，《申報》，1912年2月10日
15. ↑  《辛亥革命資料》，第618-621頁，北京，中華書局，1961年
16. ↑  《參議院改定省議會員額》，《申報》，1912年9月9日
17. ↑  《政府公報》，民國元年八月十一日，第61-77頁
18. ↑  《清末江西省諮議局，1909-1911》，周芳上
19. ↑  《籌備國會事務局致九江都督電》，《政府公報》之187、193號，民國元年十一月四日、十日
20. ↑  《江西都督與籌備國會事務局電》，《政府公報》之233號，民國元年十二月二十日
21. ↑  《選舉權之價值一元》，《順天時報》，1912年12月1日
22. ↑  《政府公報》之226、233、247號，民國元年十二月十三日、十二月二十日及民國二年一月十三日
23. ↑  《政府公報》之306、318號，民國二年三月十四日、二十六日
24. ↑  《政府公報》之326、338、342號，民國二年四月三日、十六日及二十日
25. ↑  《政府公報》之246號，民國二年一月十二日
26. ↑  《籌備國會事務局致江西都督電》，《政府公報》之172號，民國元年十月二十日
27. 1 2  《政府公報》之459號，民國二年八月十五日
28. ↑  《江西文獻》，第14、26期
29. ↑  《申報》，民國1913年2月9日
30. ↑  《政府公報》之459號，民國二年八月十五日；《江西文獻》，第14、26期；《申報》，民國二年二月九日
31. ↑  《贛省議會開幕之狀況》，《申報》，1913年3月2日
32. ↑  《贛省議會質問借債》，《時報》，1913年5月14日
33. ↑  《贛省會振興礦業案一束》，《申報》，1913年5月18日
34. ↑  《政府公報》之266號，民國二年二月一日
35. ↑  《贛省會第一次議事紀》，《申報》，1913年3月11日
36. ↑  《The Presidency of Yuan Shih-Kai: Liberalism and Dictatorship in Early Republican China》，第88-90頁，Ernest P. Young，密歇根大學出版社，1972
37. ↑  《民立報》，1912年12月28日
38. ↑  《申報》，1916年12月26日
39. ↑  《贛省議會之要案》，《申報》，1916年11月26日
40. ↑  《贛省議會開幕紀》，《申報》，1916年10月6日
41. ↑  《申報》，1917年5月17日
42. ↑  《李宏度請省議會質問戚省長》，《申報》，1916年10月7日
43. ↑  《贛議會彈劾省長之波瀾》，《申報》，1917年5月13日
44. ↑  《申報》，1917年5月13日
45. ↑  《贛省會爭論會期問題》，《申報》，1917年5月20日
46. ↑  《申報》，1918年1月7日
47. ↑  《贛省會大鬧後之閉會》，《申報》，1917年5月2日
48. ↑  《申報》，1918年4月
49. ↑  《贛省會提議取消議長資格》，《申報》，1918年4月21日
50. ↑  《江西省議會推翻議長之風潮》，《申報》，1918年4月22日
51. ↑  《江西省議會風潮後之小結果》，《申報》，1918年4月25日
52. ↑  《代議制發達之小史及在中國應行改良之點》之卷四期四，唐德昌，太平洋雜誌
53. ↑  《申報》，1918年1月1日
54. ↑  《江西選參員之內幕》，《申報》，1918年7月7日
55. ↑  《贛省之選舉觀》，《申報》，1918年7月3日
56. ↑  《九江近事》，《申報》，1918年7月29日
57. 1 2 3  《贛省會之議長競爭》，《申報》，1918年8月16日
58. ↑  《選舉競爭中之贛黨社》，《申報》，1918年6月8日
59. ↑  《贛省會選舉議長大怪劇》，《申報》，1918年9月29日
60. ↑  《贛省會怪劇之第三幕》，《申報》，1918年10月3日
61. ↑  《贛省會怪劇之第四幕》，《申報》，1918年10月6日
62. ↑  《贛省會選舉議長八紀》，《申報》，1918年10月19日
63. ↑  《贛省會怪劇之第二幕》，《申報》，1918年10月2日
64. ↑  《時報》、《民立報》，1913年2月
65. ↑  《贛議會怪劇又一幕》，《申報》，1918年10月24日
66. ↑  《贛省會已不成省會》，《申報》，1918年10月26日
67. ↑  《贛會破頭血流之搗亂》，《申報》，1918年10月31日
68. ↑  《贛省第二次之破頭流血》，《申報》，1918年12月13日
69. ↑  《贛省會仍舊搗亂》，《申報》，1918年10月29日
70. ↑  《順天時報》，1919年1月19日
71. ↑  《贛省議會之開始觀》，《申報》，1919年3月3日
72. ↑  《贛人攻陳楊選舉舞弊》，《上海民國日報》，1921年8月20、21日
73. ↑  《贛省選舉現形記》，《大公報》，1921年7月8日
74. ↑  《江西第三屆省選黑幕之調查》，《新江西》，第2期
75. ↑  《楊慶鋆製造省選成績》，《上海民國日報》，1921年8月11日
76. ↑  《直隸式附屬官廳之議會》，《上海民國日報》，1921年10月6日
77. ↑  《旅滬贛二屆議員宣言》，《申報》，1922年1月22日
78. ↑  《酒食運動省議長》，《申報》，1921年9月22日
79. ↑  《贛議會選舉議長新法》，《大公報》，1921年11月1日
80. ↑  《紀江西議商兩會之改選》，《申報》，1921年11月7日
81. ↑  《申報》，1921年11月-1922年4月
82. ↑  《申報》，1923年5月-8月
83. ↑  《贛議會否決加徵募債案》，《申報》，1921年12月12日
84. ↑  《北洋軍閥統治時期史話》，第34頁，陶菊隱，北京，1958年
85. ↑  《贛議會籌備省憲電》，《申報》，1921年6月25日
86. ↑  《贛省制憲之動機》，《申報》，1921年11月28日
87. ↑  《申報》，1922年4月3日至6日
88. ↑  《贛人主張驅客軍制省憲》，《申報》，1922年7月15日
89. ↑  《蔡成勳禍贛痛史》，旅滬贛民自治促近會，上海1924年出版，第57-58頁
90. ↑  《怎樣光復已亡的江西》，《上海民國日報》，1922年9月30日
91. ↑  《贛議會延期反響》，《上海民國日報》，1924年8月4日